# Валішев-Дворський
Валішев-Дворський (пол. Waliszew Dworski) — село в Польщі, у гміні Беляви Ловицького повіту Лодзинського воєводства.
Населення — 101 особа (2011).
У 1975-1998 роках село належало до Скерневицького воєводства.

## Демографія
Демографічна структура станом на 31 березня 2011 року:
|          | Загалом | Допрацездатний вік | Працездатний вік | Постпрацездатний вік |
| -------- | ------- | ------------------ | ---------------- | -------------------- |
| Чоловіки | 52      | 11                 | 36               | 5                    |
| Жінки    | 49      | 6                  | 33               | 10                   |
| Разом    | 101     | 17                 | 69               | 15                   |